# Era Extraña
Era Extraña är ett studioalbum av den amerikanska musikern Alan Palamo som Neon Indian. Albumet spelades in under vintern 2010 i Helsingfors. Titetln är spanska för "konstig era/period" eller "hon var konstig" beroende på sammanhang.

## Låtlista
| Nr           | Titel                         | Längd |
| ------------ | ----------------------------- | ----- |
| 1.           | Heart: Attack                 | 0:59  |
| 2.           | Polish Girl                   | 4:26  |
| 3.           | The Blindside Kiss            | 3:35  |
| 4.           | Hex Girlfriend                | 3:18  |
| 5.           | Heart: Decay                  | 1:46  |
| 6.           | Fallout                       | 3:34  |
| 7.           | Era Extraña                   | 2:59  |
| 8.           | Halogen (I Could Be A Shadow) | 4:37  |
| 9.           | Future Sick                   | 4:49  |
| 10.          | Suns Irrupt                   | 5:30  |
| 11.          | Heart: Release                | 2:07  |
| 12.          | Arcade Blues                  | 4:47  |
| Total längd: | Total längd:                  | 42:27 |